# SN 2008bk
SN 2008bk – supernowa typu II-P odkryta 25 marca 2008 roku w galaktyce NGC 7793. W momencie odkrycia miała maksymalną jasność 12,60m.